# Чорногородка
Чорногоро́дка — село Бишівської сільської громади Фастівського району Київської області. Розташоване на лівому березі річки Ірпінь, за 47 км від обласного центру. Найближча залізнична станція — Мотовилівка, за 10 км. На східній околиці села протікає річка Плиська (давня назва Плеска). Площа населеного пункту становить 424 га, кількість дворів — 482. Кількість населення — 619 осіб. День села — 21 вересня.

## Назва
Походження назви села Чорногородка збереглося в легенді про битву Білого, Чорного та Ясного лебедя. У ній три лебеді піднялися високо-високо в небо і почали битися. Змагалися до тих пір, поки безсилі і неживі не попадали на землю. Там потім, згідно легенди, і виникли три поселення, розташовані порівняно недалеко одне від одного. Чорногородка, де впав Чорний лебідь, Ясногородка, куди впав Ясний лебідь і Білогородка, де впав Білий лебідь. Ці поселення існують досі.
Історичні джерела також твердять, що назва села Чорногородка походить від племен чорних клобуків, або чорноризців, які населяли цю місцевість.
Є й інша версія. Жителі переказують, що назва села походить від чорних смоляних стовпів, які ставили козаки, щоб запалювати вгорі смолу і передавати вісті про напад ворога.
Ще одна версія походження села, в якій йдеться про чорну, неприступну гору, де сільські жителі ховалися від варварів, огородивши гору стовпами і викопавши канаву навколо гори. Старі люди говорять, що гора була така висока і неприступна, що ні один варвар не міг покорити її. Фактичним свідком є залишки Чорної гори, від якої, ймовірно, походить назва села. На цій горі, за розповіддю Логвиненка Івана Федоровича, першим поселився його прапрадід. Гора ця знаходиться на тому місці, де сьогодні проходить дорога, яка веде до мосту через річку Ірпінь.

## Історія
«І нарєкоша імя єму Чернєв», — так пишеться в «Літописі Руському» про заснування села Чорногородки. Тут воно згадується як місто Чернів, що було засноване за часів князювання Володимира Святославича одночасно з Васильковом, тисячоліття якого відзначалося у 1993 р. Перша згадка в літописі під 30 квітня 1151 року. Ці населені пункти були побудовані для захисту Київської Русі від печенігів. Для захисту від ворогів будувалися змійові вали. Такий вал проходив через Чорногородку від річки Лупи до села Яблунівки.
У 1999 р. учень Коваль Роман знайшов ріг-чашу, виорану із землі недалеко від річки Ірпінь, що свідчить про торгівлю за часів Київської Русі з античними містами-державами та Кавказом через річку Ірпінь, яка була судноплавною.
У 1240 р., ймовірно, Чернів, як і Бишів, Васильків, був зруйнований монголами.
Є в Чорногородці і сліди козацької слави. За переказами жителів, недалеко від хутора Ферма знаходяться козацькі могили, нині це поле Чорногородки.
У XVII ст., за дослідженням історика М. П. Кучери, на острові серед річки Ірпінь стояв замок, він відмічений на карті Французького інженера Боплана. Очевидно, укріплення замчища споруджене на давньоруському городищі, яке можна ототожнювати з літописним Черневом. На городищі знайдено уламки гончарного та ліпного посуду 1 тис.
Згідно з польськими архівами, відродження городища датується 1589 роком.
У період селянсько-козацького повстання під керівництвом Семена Палія (1702—1704 рр.) в Чорногородці було відбудовано укріплення, відоме під назвою «Палієве замковище» (з «Літопису Руського»).
У 1656 р. в селі відбулося заворушення селян проти феодального гніту.

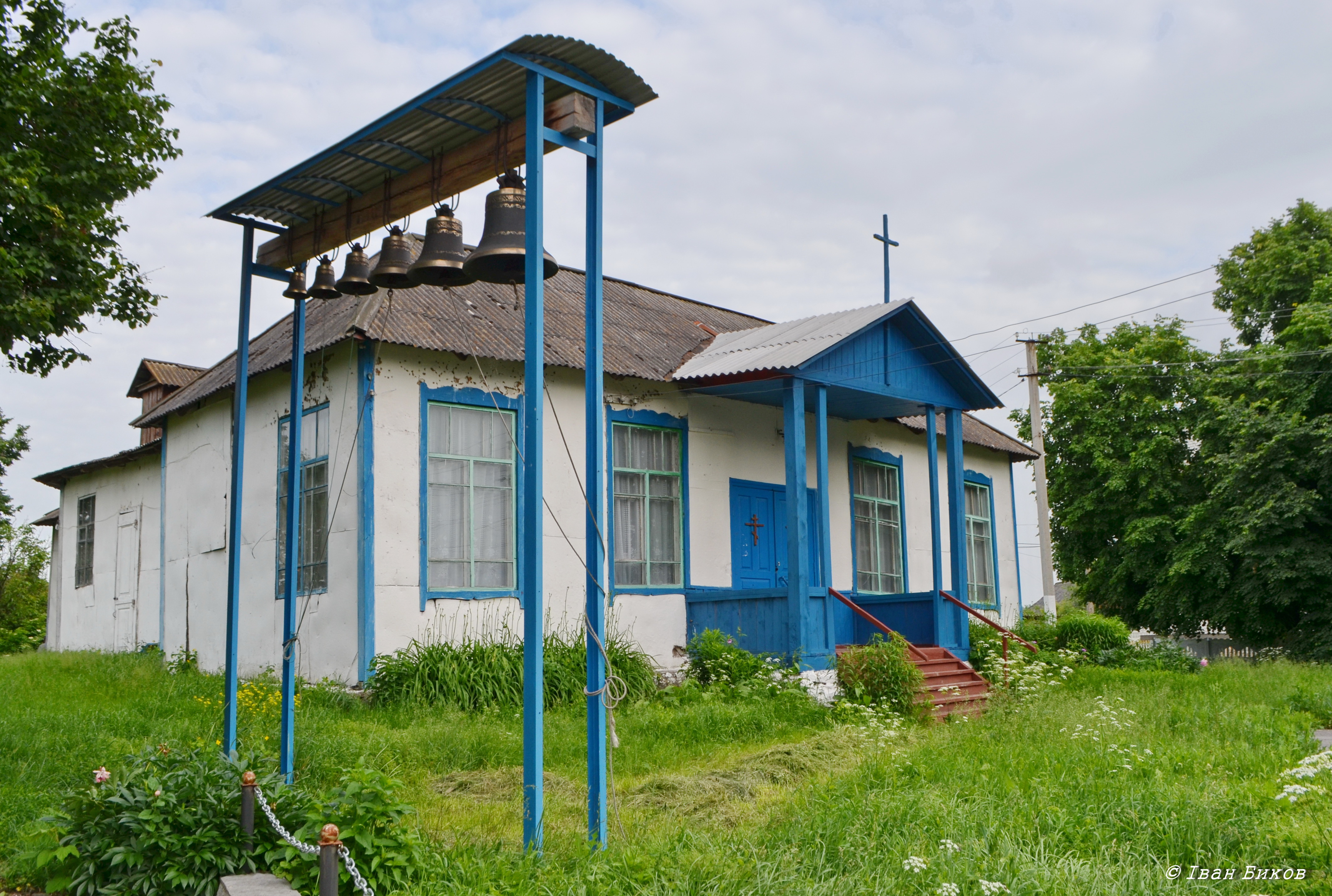
Чорногородка. Поневічена церква Різдва Богородиці

На початку задніпровської виправи 1663 року король Ян II Казімеж залишив у селі загін із 600 вояків, яких очолював Себастьян Маховський.
У 1737 р. та 1750 р. гайдамацький загін Лазаря Таранця розгромив маєток місцевого орендаря Зубрицького в с. Чорногородка. Про цю подію написали письменники-земляки Петро Сиченко та Віталій Кулаковський у книзі «Ріки виходять з берегів».
В ніч 7 — 8.07.1768 у Чорногородці у місцевого священика ночував зі своїм загоном гайдамацький ватажок Іван Бондаренко. У Чорногородці до його загону вступили Гаврило Іванченко та Іван Ювхименко.
Лаврентій Похилевич писав про село наступне:
| "Чорногородка, село, більша частина якого лежить на лівому березі річки Ірпінь (Слобода — менша частина Чорногородки — розкинулася на правому). Біля Чорногородки в Ірпінь упадає річка Унава (цю місцевість чорногородці називають Вила). Село лежить за 20-ть верст на північ від Хвастова. Поселення це дуже давнє, на Макарівщині до таких старожитніх сіл, крім Чорногородки, належать Андріївка, Бишів, Мотижин, Небелиця, Рожів, Великий Карашин, Козичанка й Мостище, а також городище біля Макарова. Перша згадка про Чорногородку належить до того ж часу, що й м. Василькова. Наприкінці XVI століття вона вже належала до володінь Хвастовських і тут була розташована фортеця, як можна це побачити на карті відомого француза Боплана. Вали цієї фортеці і дотепер існують, хоча територія, будучи зайнята селянськими городами, все більш і більш зрівнює їх з землею. Замок стояв на острові річки Ірпінь. У 1626 році приїжджав сюди Богуслав Радовшевський, Київський папський єпископ, щоб спостерігати за роботами біля замку, що був приведений у велике спустошення від частих татарських набігів. По нездатності тодішнього Польського уряду, і по повсякчасній відразі польської шляхти від суспільної праці і інших цивільних обов'язків, окрім звичайно військової служби, спостереження за проведенням робіт у фортецях повинні були приймати на себе єпископи і духівництво. У 1663 році в тутешньому замку Польське військо під предводительством Маховського сім тижнів стояло гарнізоном. Кілька людей з цього війська відправлено було в Київ, щоб дістати «язика». Тому польські солдати, напавши вночі на монастир Пустельного Миколи, у якому знаходився тоді на молитві Московський воєвода, викрали священика і декількох людей. У Чорногородці випитавши їх, відпустили назад. Маховський довідався від них, що військо Російське в самий день Різдва Христова має намір напасти на нього в Чорногородці. Упереджуючи напад, він у цей день після святої літургії вийшов у поле й за 10-ть верст зустрівши своїх ворогів, гнався за ними до самого Києва. Після дводенного відпочинку, хоробрий Маховський рушив з військом до Городищ за Корсунем. У 1666 році продовжувалася боротьба за Україну. Боярин Шереметьєв, що стояв із царським військом у Києві, ввірвався в Чорногородський замок; але в тім же 1666 році Білоцерківський комендант Стахурський примусив Шереметьєва залишити цей замок, погрожуючи його штурмом. Потім залишив тут невеликий Польський гарнізон з метою попередити ненавмисне заволодіння замком. Подальша доля Чорногородки поєднана з Хвастовом, крім тільки, що на короткий час село це, згідно з універсалом гетьмана Юрія Хмельницького 6 березня 1662 року, було даровано Братському монастиреві; але це дарування гетьмана Польський уряд не затвердив. У 1864 р. жителів проживало православних 930, римських католиків 170. Парафіяльна церква в ім'я Різдва Пресвятої Богородиці; за штатом віднесена до 6-го класу (будівель). Вона дерев'яна, збудована 1784 році; землі має 57 десятин. Крім села Чорногородки до приходу цієї церкви приписано казенне село Яблунівка, що розташоване при впаданні в річку Ірпінь струмка Куделя, трохи нижче Чорногородки, за 4 версти, на самій границі Київського повіту. Жителів у ній проживає 333 душі. |
На початку XX ст. в селі були: православна церква, церковно-приходська школа, 2 водяні млини, вітряк, 3 лавки, 2 кузні, каменоломня, державна винна лавка.
У 1911 р. в селі була відкрита церковно-приходська школа, а в 1927—1930 рр. збудована нова, з каменю, який возили з сільського гранкар'єру підводами. Вона і нині діє. У 1944—1947 рр. була середньою, сьогодні — загальноосвітня I—II ступенів, збудована в 1963 р.
Перший колгосп був створений у 1929 р., називався «Сіяч», головою був Панчук. У 1936 р. в селі було 2 колгоспи: «Комінтерну» та ім. Котовського. У 1938 р. їх об'єднали в один — колгосп ім. Калініна, а в 1969 р. — в радгосп ім. Котовського.
У час голодомору в Чорногородці померло 45 осіб.
У роки війни жителі Чорногородки активно боролися проти фашистів. Тут діяла група Бишівської підпільної організації, очолювана чорногородцями Костянтином Опанасовичем Луценком. Усього 12 жителів села були в партизанах, у тому числі голова колгоспу Микола Федорович Юхименко та вчителька Ольга Михайлівна Назаренко. 172 жителі не повернулися з війни. В пам'ять про них височить у Чорногородці пам'ятник з викарбуваними іменами полеглих в бою односельців.
За відвагу в боях орден Червоної Зірки отримали Швед Петро Аврамович, Харченко Іван Маркович; орден Слави III ступеня — Каїмець Іван Степанович, Козієнко Костянтин Федорович. Багато жителів нагороджено орденом Вітчизняної війни І та II ступенів.
В «Історії міст і сіл Української РСР» про Чорногородку початку 1970-х було подано таку інформацію:

| Чорногородка - село, центр сільської Ради, розташоване на березі річки Ірпеня, за 10 км від станції Мотовилівка та за 31 км від районного центру. Населення - 1111 чоловік. У Чорногородці - відділок радгоспу ім. Котовського. У селі - восьмирічна школа, будинок культури, бібліотека[6]. |

## Сучасність
У 1989 р. у зв'язку з розукрупненням у Чорногородці створений радгосп «Ірпінський», а в Яблунівці — радгосп ім. Котовського. У 1999 р. радгосп «Ірпінський» реорганізовано в КСП «Чорногородка». У 2001 р. з КСП створено ТОВ «Добробут». Засновник — Петькун Олег Дмитрович, уродженець с. Чорногородки. ТОВ «Добробут» займається вирощуванням репродукційного посівного матеріалу та кормових культур. У тваринництві ТОВ «Добробут» — виконавець державної програми з вирощування елітної племінної худоби.
У 1991 р. село поповнилося переселенцями з Чорнобильського району — Поліського.
Село газифіковане, є водопровід, зростають новобудови. У селі є бібліотека, сільський клуб, пилорама; працюють три магазини, фельдшерсько-акушерський пункт, відділення зв'язку, кафе-бар.
З 2006 р. сільську раду очолює Луценко Оксана Володимирівна — вчителька Чорногородської загальноосвітньої школи I—II ст.
З 2015 р. сільську раду очолює Логвиненко Віктор Григорович.

## Відомі люди

### У селі народилися
- Погорецький Петро Іванович (1734–1780) — вчений, лікар-епідеміолог. Боровся проти чуми в Москві, там і помер.
- Скопненко Олександр Іванович (25 січня 1971) — український мовознавець
- Куштенко Іван Федорович — письменник, член НСПУ.

### Пов'язані з селом
- У місцевій школі був вчителем Віталій Кулаковський — відомий історик, краєзнавець, письменник.
- У 1956 р. у селі побував тоді ще студент Київського університету Василь Симоненко.
- Гордістю села є Дюденко Микола Сергійович, кавалер трьох орденів Слави. В роки війни був у полковій розвідці при штабі Ленінградського фронту, де очолив розвідувальну групу з 8 осіб. Не дожив 2 місяці до Перемоги, похований у Латвії.
- Вражають роботи народного скульптора-різьбяра, художника-самоучки Куштенка Андрія Федоровича.
- Колишня доярка Назаренко Віра Іванівна, нагороджена орденом Жовтневої революції та орденом «Знак пошани»
- Комбайнер Юхименко Микола Миколайович, нагороджений орденом Трудового Червоного прапора.

## Галерея

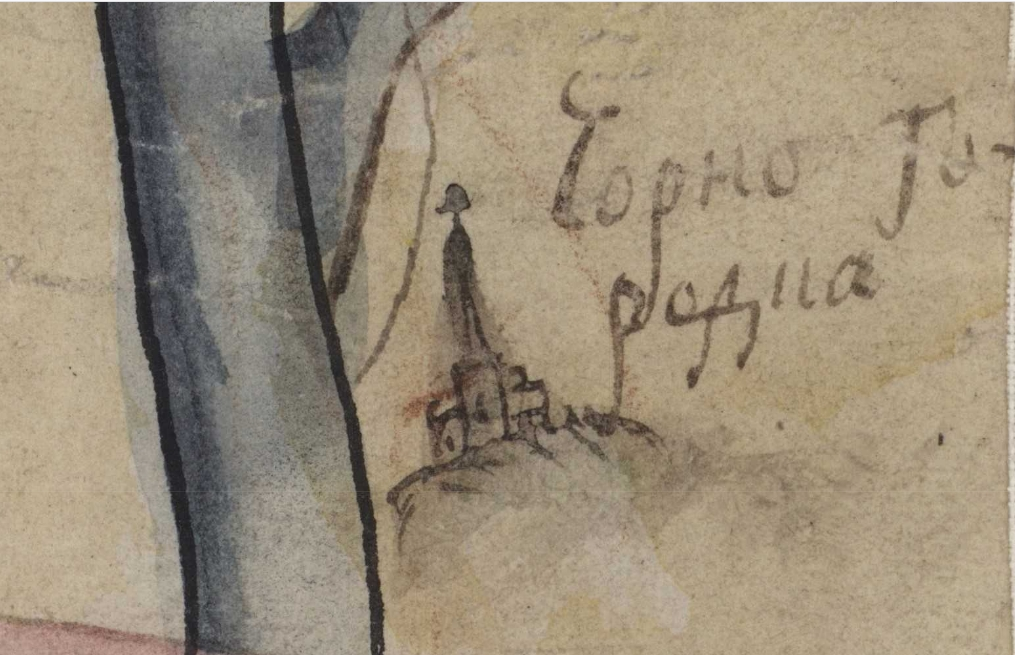
Чорногородка на карті XVIII століття
В'їзд до села
Сільрада, клуб та відділ міліції
Школа
Церква
Дзвіниця
Пам'ятник жертвам Голодомору
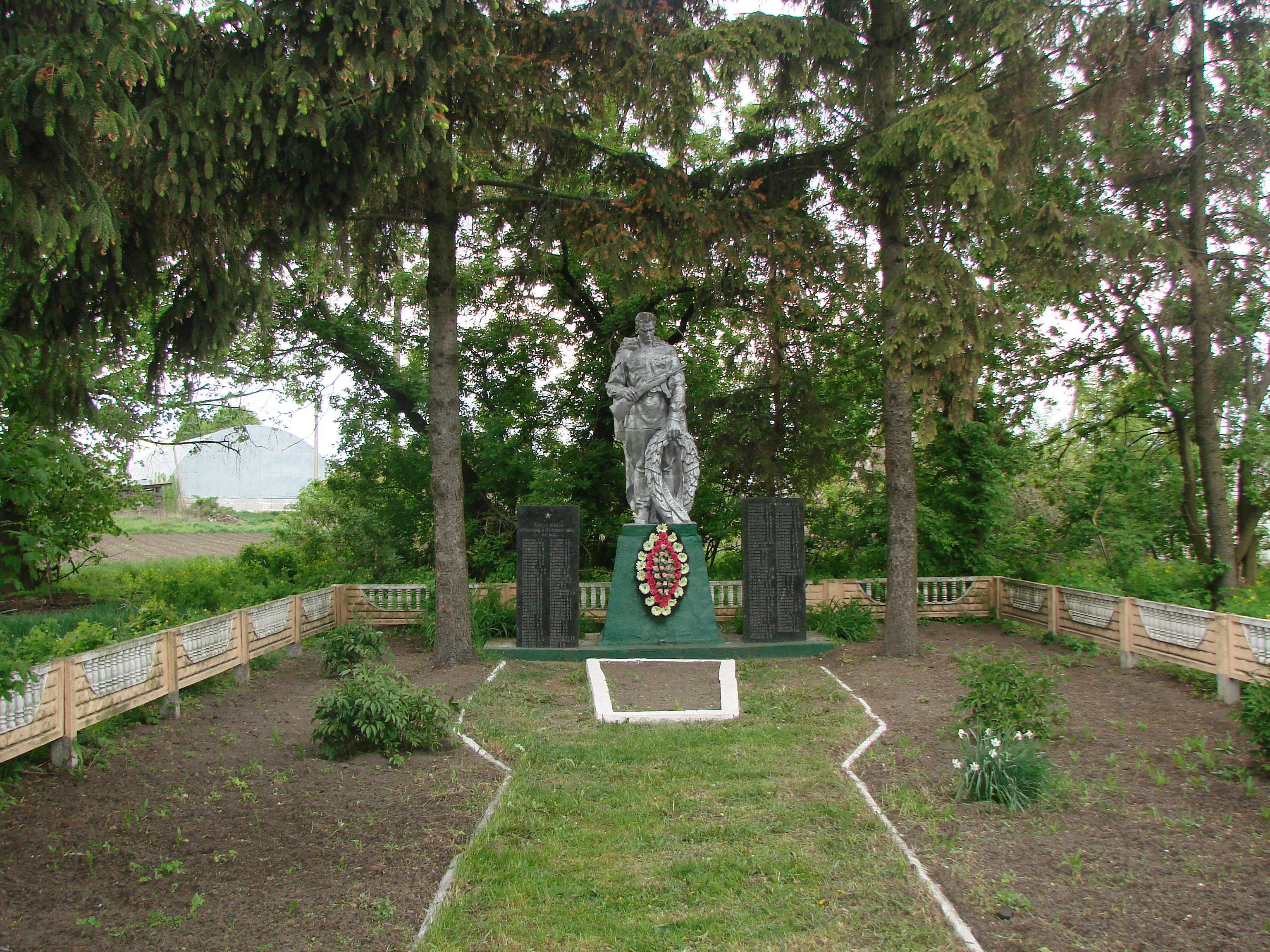
Братська могила і пам'ятник воїнам-односельцям, Чорногородка